# Storia del Brescia Calcio
Questa pagina tratta la storia del Brescia Calcio dal 1911 ai nostri giorni.

## Le prime squadre cittadine

La Società Ginnastica Victoria formazione precedente alla nascita del Foot Ball Club Brescia (1911)

La tradizione vuole che il calcio arrivò a Brescia nella primavera del 1905, con alcuni operai inglesi della Tempini che nel tempo libero andavano al Campo Fiera, in via Tommaseo, a giocare con un pallone di cuoio.
Il loro gioco, pur suscitando le risate di qualcuno, trovò terreno fertile nei ragazzi della città che, al ritorno in patria di quegli operai, si fecero regalare il pallone e incominciarono a giocare dividendosi in base ai rioni e ignorando spesso le vere regole.
Secondo Bigio Vielmi, una delle prime persone a praticare in modo continuo questo sport nella città lombarda, fu un rappresentante di commercio di Milano che si prese la briga di insegnare le prime regole, la disposizione in campo e i ruoli ai ragazzi.
Fu proprio Vielmi, assieme ai suoi due fratelli, che fondò la prima società solamente calcistica (prima vi era la Ginnastica Forza e Costanza che, come dice il nome, non si occupava solo di calcio): nel 1907 nacque la Forti e Liberi che esordì nel campionato lombardo di Terza Categoria nel 1908.
Questa fu la prima formazione, guidata da Ettore Bacchelli, con cui la Forti e Liberi scese in campo: Cremasco, Trinca, Carrera, Ponti, Bonomi, B. Vielmi, Maraglio, G. Vielmi, Guidetti, Zamboni e L. Vielmi.
L'esordio avvenne il 21 marzo 1909, in casa contro il Collegio Facchetti di Treviglio; tuttavia i trevigliesi non si presentarono e ai bresciani venne assegnata la vittoria a tavolino.
La prima gara "vera" fu la domenica successiva a Brescia contro il Bergamo F.C. (antenato dell'Atalanta): il risultato fu di 0-5. Anche la gara di ritorno non fu delle migliori e la Forti e Liberi perse a Bergamo per 10-0 (il Bergamo F.C. vinse il titolo lombardo 1908-1909).
Grazie all'entusiasmo sorto in città nacquero presto anche altre formazioni tra cui la Gymnasium Brescia e l'Unione Sportiva Bresciana che divenne l'altra squadra più temibile dopo la Forti e Liberi.
Per farsi conoscere in Lombardia e per dimostrare di non essere da meno la formazione di Bacchelli organizzò un torneo a cui parteciparono Milan, U.S. Milanese, Ausonia Pro Gorla, Verona e appunto la squadra bresciana. Il torneo venne vinto dai rossoneri ma la Forti e Liberi non sfigurò e poté, nel 1910, grazie alla fusione con il Club Sportivo Brixia, fondare la Victoria.
Nell'anno della fondazione la Victoria riuscì a imporsi nel campionato lombardo di Terza Categoria.

## I primi anni delFootball Club Brescia

Una formazione del 1914/1915, la prima a disputare un campionato riconosciuto dalla Federazione. Si noti il cambio dei colori: l'assemblea societaria tenuta nel maggio 1914 mutò l'organigramma ed anche i colori sociali. Dall'arancioblu si passò al biancazzurro, colori del gonfalone cittadino.

Il 17 luglio 1911 Victoria, Unione Sportiva Bresciana e Gimnasium, guidate da Franco Apollonio, si fusero dando vita a un nuovo club: il Foot Ball Club Brescia, la fondazione della nuova società avvenne all'allora albergo Panteo di via Gabriele Rosa n.37. Con Franco Apollonio vi erano gli amici Manlio Schreiber, Antonio Masperi e Pietro Gabriotti, oltre che Ardiccio Modena: posero la guida tecnica nelle mani di Ettore Bacchelli, già allenatore della Forti e Liberi e del Club Sportivo Brixia. I colori sociali erano arancione e blu.
Per far conoscere la squadra, oltre che per permetterle di giocare, fu costruito il suo primo campo da gioco, situato in via Milano, e vennero disputate alcune amichevoli con compagini quotate del calcio nazionale. Giunse, così, anche il primo riconoscimento ufficiale al Brescia, ossia la Medaglia d'oro della Regina Madre, ottenuta battendo il Bologna in una partita disputata a Colorno per 2-1.

Giuseppe Trivellini, portiere e colonna del Brescia a cavallo degli anni 1910 e 1920

La neonata formazione partecipò al campionato di Terza Categoria nella stagione 1911-1912: superato il turno eliminatorio contro la Trevigliese per la rinuncia della formazione orobica, la neonata squadra superò il Savoia Milano nella finale (vittoria per 3-2 a Milano e pareggio per 1-1 a Brescia.
Grazie a questo risultato le "rondinelle" furono iscritte al campionato di Promozione lombarda 1912-1913.
Per scelta della Federazione, che riteneva la squadra all'altezza di disputare il campionato nazionale, il Brescia fu iscritto nel 1913-1914 alla massima serie nel girone veneto-emiliano. La squadra, allenata dallo svizzero Fritz Ruchti, ottenne sedici punti e non riuscì a passare alla fase finale.
Durante l'annata successiva (1914/15) la formazione cidnea, sempre guidata dal tecnico elvetico, giocò invece nel girone lombardo-emiliano dove si classificò a tavolino al quinto posto a causa del tesseramento irregolare del difensore Alessandro Bollani.
La prima guerra mondiale interruppe l'attività agonistica della città che non poté partecipare nemmeno alla Coppa Federale del 1916, poiché questa era eccessivamente vicina al fronte dell'Adamello e non si poteva correre il rischio di giocare lì.
In questi anni emerse Giuseppe Trivellini, il portiere della squadra, che oltre a essere il capitano dei lombardi (giocherà a Brescia fino al 1930) vestì la maglia della Nazionale per sette volte.

## Anni 1920
Dopo la sosta forzata, causa la parentesi bellica, si riprende l'attività nel 1918, grazie all'interessamento di Davide Valerio, Cesare Allegri, Vittorio Castelli e Antonio Masperi, ma su tutti del conte Camillo Martinoni al quale viene affidata la carica di presidente, la società dovette aspettare il campionato 1919-1920 per poter tornare a giocare, guidata questa volta dalla commissione tecnica di Guido Mori e Vittorio Castelli. In quell'anno arrivò il primo risultato di rilievo, quando, classificandosi seconda nel girone A della Lombardia, centrò la qualificazione alle semifinali nazionali, dove arrivò quinta nel girone B. A inizio campionato la presidenza tornò in mano a Franco Apollonio.

La formazione che nel 1919-1920 arrivò per la prima volta nel girone nazionale

Il 1920-1921 cominciò con il cambio di presidente (Franco Apollonio fu sostituito da Alberto Genna) e non fu un campionato propriamente felice per le "rondinelle" che, inserite nel girone E, all'apparenza facile, non riuscirono a centrare la qualificazione al girone finale lombardo. L'accesso al raggruppamento finale fu ottenuto dal Saronno, mentre i bresciani arrivarono secondi con gli stessi punti del Racing Libertas e davanti ai cugini dell'Atalanta. Nel corso della stagione si avvicendarono sulla panchina Antonín Fivebr e Imre Schoffer.
Alla fine dell'anno la squadra si schierò nel fronte delle società secessioniste che volevano adottare il Progetto Pozzo, pensato per favorire il passaggio a un campionato nazionale a girone unico. La squadra, per il 1921-1922, disputò il campionato C.C.I., cui partecipavano solo le squadre più importanti. L'anno fu difficile sia per la Società sia sul campo; il nuovo presidente, Alberto Genna, riconfermò il tecnico ungherese e la squadra si piazzò penultima, precedendo soltanto una fallimentare Inter.
Tuttavia, nell'ambito dell'attuazione del compromesso Colombo (attuato per avere una graduale riduzione delle partecipanti al massimo campionato), pur essendo salva dovette giocare degli spareggi di ammissione al nuovo campionato. Disputò la partita contro una delle squadre del campionato F.I.G.C., la Sestrese: a Brescia terminò 2-0 per i lombardi ma a Sestri Ponente vinsero i locali 5-0.
Il Brescia fu salvato in questo caso dal regolamento che prevedeva di tenere in considerazione solo i punti ottenuti e non i gol fatti; nel terzo spareggio, giocato a Brescia, le "rondinelle" vinsero nuovamente 2-0 e così si salvarono.
Ebbe così inizio il campionato del 1922-1923: la sua struttura era transitoria e prevedeva tre gironi settentrionali coordinati dalla Lega Nord con quattro retrocessioni (su dodici squadre) ciascuno e, per il Mezzogiorno, vari campionati regionali e una fase finale a due gironi organizzati invece dalla Lega Sud. Il Brescia fu inserito nel girone C dove riuscì a salvarsi per quattro punti sulla Lucchese.
Il campionato del 1923-1924 vide un ulteriore cambiamento di "format" e di società: mentre i gironi meridionali rimanevano invariati quelli settentrionali scendevano a due e le retrocessioni passavano da quattro a una. Le "rondinelle", sotto la nuova guida tecnica di Imre Payer, furono iscritte nel Girone A e rimasero quasi subito invischiate nella lotta salvezza col Novara e la Virtus Bologna.
Gli emiliani alla lunga cedettero e così lombardi e piemontesi riuscirono a salvarsi. Durante la stagione il comando fu assunto da un comitato di reggenza formato da Enrico dell'Era, Battista Pisa e dal ragionier Spinelli.
Nel 1924-1925, la società fu affidata a Gino Rovetta; le nuove regole per il Nord Italia prevedevano due gironi diversi: il primo con dodici squadre e una retrocessione, il secondo con tredici squadre e due retrocessioni.
Il Brescia fu inserito nel Girone A dove arrivò terzultimo precedendo il Legnano di due punti e lo Spezia di cinque. La panchina, inizialmente affidata ancora a Payer fu poi affidata a un comitato tecnico composto da Agostino Marzoli, Battista Pisa, Enrico dell'Era e Virgilio Vasconi.
Una nuova riforma modificò il campionato del 1925-1926: fu deciso di ridurre ulteriormente il numero di squadre in prima divisione e si sancì così, per la Lega Nord, il numero di quattro retrocessioni per i due gironi mentre in Lega Sud gli interventi arrivarono a fine campionato. I lombardi furono inseriti nel Girone A dove caddero subito Legnano, Pisa e Udinese; a contendersi la salvezza furono proprio le "rondinelle" e il Novara.
Prevalse il Brescia che si salvò con una giornata d'anticipo: battendo per 5-0 l'Andrea Doria nella penultima partita di campionato riuscì a mantenere i suoi tre punti di vantaggio sui piemontesi che vinsero inutilmente per 5-1 lo scontro diretto dell'ultima giornata. In quest'annata la commissione tecnica fu guidata da un solo uomo, Evaristo Frisoni.

La formazione che centrò nel 1928-1929, considerando i punti ottenuti nei due gironi, il quarto posto alla pari con la Juventus

Nel 1926 fu emanata la Carta di Viareggio che creò la Divisione Nazionale per la stagione 1926/27, formata da due gironi, non seguenti criteri geografici, di dieci squadre ciascuno con due retrocessioni. Il Brescia del nuovo presidente Franco Mazzotti, che scelse come allenatore l'inglese James Bellamy, riuscì a salvarsi senza problemi, poiché il divario tra squadre settentrionali e meridionali era troppo alto. Sul fondo della classifica furono infatti il Napoli, che ottenne un solo punto proprio contro le "rondinelle", e l'Alba Audace di Roma che cadde sulla distanza. I lombardi arrivarono settimi a pari punti con il Verona.
Anche il 1927-1928 vide nuovi cambiamenti: il torneo fu ulteriormente cambiato con la creazione di due gironi nazionali di undici squadre ciascuno con due retrocessioni mentre la presidenza dei lombardi cambiò ancora con l'arrivo di Federico Palazzoli e il ritorno in panchina di Imre Schoffer. Furono gli "anni d'oro" del Brescia, in grado di impensierire anche formazioni storicamente più quotate.
I primi risultati giunsero già in quello stesso anno: inserito nel Girone A riuscì a classificarsi quinto con cinque punti di distacco dal Milan (ultima delle squadre ammesse alla finale) e con tre punti di vantaggio sulla Pro Vercelli. Confermato Bellamy in panchina durante il campionato, questi fu sostituito al termine della stagione dal "padre" del calcio bresciano: Luigi Vielmi, detto Bigio.
Nell'estate del 1928, dal 23 luglio al 13 settembre, la squadra effettuò una tournée negli Stati Uniti d'America, accompagnata dal dirigente Bigio Vielmi. Dieci calciatori bresciani (Barbieri, Bellardi, Frisoni I, Frisoni II, Gadaldi, Giuliani, Moretti, Pasolini, Prosperi III e Trivellini), rinforzati da Ardissone e Zanello della Pro Vercelli, Busini III del Bologna, Degani e Pietroboni dell'Inter, Magnozzi del Livorno e Pastore del Milan, salparono dal porto di Genova sul transatlantico "Duilio" e dopo dieci giorni di navigazione giunsero a New York. Dal 5 agosto al 5 settembre disputarono sul suolo americano dieci partite con squadre del luogo, ottenendo sei vittorie e quattro sconfitte. I giocatori si imbarcarono per il ritorno il 6 settembre sul transatlantico "RMS Mauretania", giungendo in Italia il 13 settembre. La tournée fruttò alle casse della società circa 30000 dollari.
Il 1928-1929 fu il campionato migliore del Brescia, guidato nuovamente da Imre Schoffer: con le nuove regole si formarono due gironi di sedici squadre con sette retrocessioni nella neonata Serie B e nove promozioni nella Serie A; le due prime avrebbero disputato una finale nazionale.
I lombardi riuscirono a piazzarsi secondi nel Girone B del campionato nazionale arrivando otto punti dietro al Bologna campione in carica, conquistandone quarantuno come la Juventus, due in più del Genova 1893 (nome del Genoa durante il fascismo) e quattro più dell'Ambrosiana-Inter. Grazie a questo risultato poté appunto partecipare, nel 1929-1930, al primo campionato di Serie A.

## Anni 1930

La formazione del 1929-1930, la prima a giocare in Serie A

Negli anni 1930 il Brescia divenne noto soprattutto per avere lanciato un altro grande portiere dopo Trivellini: Giuseppe Peruchetti, che disputò 196 partite nelle "rondinelle" e alcune in nazionale prima di essere acquistato dall'Inter.
Il primo campionato disputato in Serie A, quello della stagione 1929-1930, si concluse con il nono posto, a trentatré punti come la Pro Vercelli, con sette punti di vantaggio sulla zona retrocessione. La squadra sempre allenata da Imre Schoffer disputò un campionato simile anche nell'annata 1930/31; stavolta il Brescia fu da solo al nono posto e il vantaggio sulla zona retrocessione fu di ben quattordici punti.
Nel 1931 la presidenza della squadra passò da Franco Mazzotti a Federico Palazzoli, un noto industriale locale. Nel campionato del 1931-1932 la squadra si classificò penultima con venticinque punti (tre in più del Modena fanalino di coda) alla pari con il Bari; si rese necessario lo spareggio che fu disputato a Bologna e vide imporsi i pugliesi per 3-1.
Per risalire nella massima serie fu scelto in panchina Gyorgy Hlaway, tecnico ungherese proveniente dall'Udinese; la risalita fu immediata poiché i lombardi rimasero in Serie B solamente un anno. Arrivarono infatti secondi con cinquanta punti nella stagione 1932-1933, vinta dal Livorno con cinquantuno punti, che la dominò assieme alle "rondinelle" (il Brescia conquistò infatti la promozione con quattro giornate d'anticipo, avendo dodici punti di vantaggio sul Modena).
La stagione 1933-1934 fu nel complesso positiva nonostante le difficoltà in ambito dirigenziale. Finì infatti la presidenza di Federico Palazzoli, che fu rilevata dal comitato di reggenza formato da Vignoli, Torresani e Masini; nel corso del campionato questi furono però sostituiti da due commissari straordinari: Alfredo Rocchi prima e Renzo Castagneto poi. Sul piano sportivo la squadra terminò il campionato in dodicesima posizione con ventinove punti (come Torino, Alessandria e Palermo), due in più del Padova retrocesso. La salvezza fu inoltre ottenuta con una giornata d'anticipo, nonostante la sconfitta per 1-0 con l'Ambrosiana-Inter, in quanto i padovani, con tre punti di svantaggio sulle "rondinelle", perdettero per 5-1 contro la Juventus.
Nell'annata 1934-1935 la situazione in società sembro stabilizzarsi con l'arrivo in presidenza di Fortunato Vicari. Nel corso dell'anno ci fu tuttavia un ulteriore avvicendamento in quanto egli fu sostituito da Alfredo Rocchi.
In campionato la squadra arrivò ancora dodicesima con ventisette punti alla pari di Milan e Triestina; i punti di vantaggio sul Livorno furono tre.
Decisiva fu l'ultima giornata: il Brescia sfruttò il vantaggio di giocare in casa l'ultimo turno riuscendo a battere 1-0 l'Alessandria; questo gli consentì di ottenere la salvezza senza dover aspettare il risultato di Torino-Livorno.
Il campionato del 1935-1936 fu disastroso: riconfermato Rocchi come presidente, Hlaway andò ad allenare la SPAL e arrivò a Brescia Umberto Caligaris. La squadra nel corso dell'anno ottenne solamente sedici punti e retrocedette assieme al Palermo, con ben nove punti di distacco dalla zona salvezza, rappresentata dal Bari.
A fine stagione il Foot Ball Club Brescia dovette italianizzare il proprio nome nell'ambito delle leggi volute dallo stato fascista in Associazione Calcio Brescia, nome che manterrà fino al 1976.
Nel 1936-1937 le "rondinelle" riuscirono a condurre un campionato di media classifica in Serie B concludendo all'ottavo posto con trenta punti (gli stessi del Palermo, retrocesso l'anno prima insieme ai lombardi). I punti di vantaggio sulla zona dei quadrangolari di salvezza (necessari a causa della parità di punteggio tra Pro Vercelli, Messina, Venezia e Catania) furono due.

La formazione del 1937-1938

Per la stagione 1937-1938 fu scelto di affidare il Brescia a Innocente Dugnani come presidente e Mariano Tansini come allenatore. I cambi in società furono tutt'altro che positivi e per la prima volta nella loro storia le "rondinelle" retrocedettero in Serie C (non servì il cambio di allenatore nel corso della stagione con l'arrivo di Evaristo Frisoni).
La stagione fu veramente un disastro e la retrocessione arrivò con diverse giornate d'anticipo. I bianco-azzurri terminarono quattordicesimi a ventuno punti (gli stessi della Cremonese), staccati di cinque punti dallo Spezia, l'ultima squadra a salvarsi.
Il compito di guidare la società alla risalita fu affidato a Pier Carlo Beretta che rilevò la società nella stagione 1938-1939 con la squadra iscritta nel Girone C di Serie C decidendo di lasciare sulla panchina lo stesso Frisoni. All'epoca la terza serie era formata da otto gironi (quattro settentrionali e quattro centro-meridionali); le vincenti di ogni girone si affrontavano in due quadrangolari chiamati Gironi finali (anche qui uno per il Nord e uno per il Sud) che premiavano le prime due classificate.
Il Brescia concluse la prima parte del torneo vincendo il girone grazie al quoziente-reti migliore di quello del Varese (entrambe erano giunte prime con trentotto punti). Inserito nel Girone finale A con Udinese, Reggiana e Savona lo superò senza problemi vincendo quattro partite su sei e ottenendo così la promozione in Serie B.

## Anni 1940

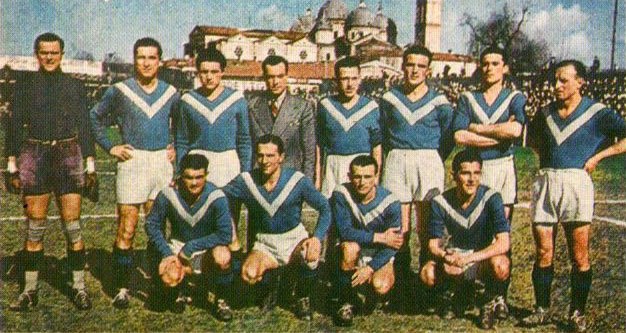
La formazione che disputò il campionato di Serie B 1940-1941

Il presidente Piercarlo Beretta, per la stagione 1939-1940, confermò la fiducia a Evaristo Frisoni quale allenatore; la squadra si piazzò al sesto posto del campionato di Serie B conquistando quaranta punti come il Siena, a sei dal Livorno promosso. La stagione successiva le rondinelle si piazzarono al terzo posto, distanti due punti dalla prima delle promosse, il Liguria, salito in Serie A con il Modena.
Senza cambi in società anche nell'annata 1941-1942 il Brescia terminò il campionato nella zona medio-alta della classifica. La squadra si classificò infatti quinta con trentanove punti, staccata di otto punti dall'ACIVI Vicenza seconda classificata, e undici dal Bari che vinse il campionato cadetto.
La squadra ritrovò la Serie A nel 1942-1943 piazzandosi al secondo posto, con 43 punti, distaccata di due punti dai vincitori del Modena. Le rondinelle disputarono il campionato Alta Italia 1944, arrivando seconde dietro all'Ambrosiana-Inter, a pari merito con il Varese; lo spareggio fu però favorevole ai bianco-rossi, che si imposero per 1-0.
Dopo la pausa bellica, la squadra bresciana ottenne un buon risultato nel 1945-1946 quando giunse quinta nella Serie A Alta Italia, mancando l'accesso al girone nazionale dopo i due spareggi giocati contro il Milan, raggiunto grazie alla vittoria ottenuta nello scontro diretto dell'ultima giornata (1-1 il primo spareggio, 1-2 dopo i supplementari il secondo).
Dopo la buona annata precedente il diciottesimo posto del 1946-1947 costò al Brescia la retrocessione in Serie B: le rondinelle si piazzarono terzultime con 31 punti e retrocedettero con il Venezia (penultimo con 27 punti); la Triestina, ultima con 18 punti, fu invece riammessa in Serie A per ragioni politiche. L'anno successivo i bianco-azzurri arrivarono secondi nel Girone A della cadetteria, alle spalle del Novara ma, per le riforme della FIGC atte a riportare questa categoria a girone unico, ciò non coincise col ritorno in massima serie.
Il 1949-1950 portò alla presidenza Alberto Cucchi, in panchina Imre Senkey, la squadra ottenne un onorevole sesto posto in un campionato dominato da Napoli e Udinese.

## Anni 1950

La formazione del 1952-1953

Il 1950-1951 con ancora Alberto Cucchi quale presidente, la squadra fu affidata all'allenatore Luigi Bonizzoni, detto "Cina" per il taglio degli occhi all'orientale, si piazzò nona in campionato, ma creò le premesse per sfiorare la promozione l'anno seguente.
Infatti nel campionato di 1951-1952 sempre con Luigi Bonizzoni in panchina, la squadra bresciana arrivò seconda in campionato a un solo punto dalla Roma che lo vinse; si giocò la promozione nello spareggio di Valdagno contro la Triestina (arrivata diciassettesima in Serie A) ma perdette per 1-0 e mancò ancora una volta dopo averlo accarezzato, il ritorno nella massima serie.
La stagione seguente 1952-1953 venne ancora sfiorata la promozione, il Brescia si piazzò al quarto posto, a tre punti dal Legnano secondo, e sei punti dal Genoa che vinse il campionato.
Passati ancora tre anni senza prestazioni clamorose, nel 1956-1957 le rondinelle allenate da Osvaldo Fattori hanno centrato nuovamente il secondo posto, stavolta lo spareggio fu disputato contro l'Alessandria, arrivata seconda con gli stessi punti dei lombardi, ma ancora una volta lo spareggio fu fatale al Brescia sconfitto per 2-1 sul campo neutro di Milano.
Nel 1957-1958 la squadra giunse ottava in campionato. A funestare il campionato, il 3 ottobre morì il centromediano Pietro Grosso, acquistato dal Torino, vittima di un tragico incidente stradale, accaduto nei pressi di Verona, dopo due sole giornate di campionato.
Le stagioni successive non furono positive per i tifosi delle "rondinelle", nel 1958-1959 la squadra disputò un anonimo campionato, piazzandosi tredicesima, Atalanta e Palermo le promosse, un po' meglio il campionato 1959-1960 la squadra bresciana allenata da Carlo Alberto Quario si piazzò settima con 38 punti a 13 punti dal Torino che primeggiò e salì in Serie A con Lecco e Catania.

## Anni 1960

Virginio De Paoli, bomber degli anni 1960

Anche il 1960-61 fu una stagione senza soddisfazioni, anzi si rischiò la retrocessione in Serie C. Al termine della stagione Carlo Beretta e il consiglio direttivo si dimisero.
Il sindaco Bruno Boni istituì un Comitato di salute pubblica con l'intenzione di rilanciare la squadra della città. Venne promossa il 7 giugno 1961 l'assemblea dei soci, che provvide alla nomina di Nico Ranzanici quale presidente, Mario Negretti e Mario Cavellini quali vice-presidenti. Alla seconda stagione dalla nomina, nel 1962-63, la squadra si piazzò al quarto posto, sfiorando la promozione in Serie A.
Il risultato fu migliorato il campionato successivo, quando la promozione fu mancata a causa di sette punti di penalizzazione inflitti per irregolarità amministrative, sul campo il Brescia ottenne 47 punti, uno più del Foggia che salì in Serie A con Varese e Cagliari. Nel 1964-65 con alla presidenza Giacomo Ghidini e in panchina Renato Gei il Brescia vinse il campionato di Serie B davanti al Napoli e alla SPAL e ritrovò, dopo ben diciotto anni, la Serie A.
La massima serie venne mantenuta per tre consecutive stagioni, nono posto nel 1965-1966 con Virginio De Paoli cannoniere con 13 reti segnate, tredicesimo nel 1966-1967 e nel 1967-68 con un quattordicesimo posto finale, la squadra retrocedette in Serie B. Ritrovata la Serie A grazie al secondo posto alle spalle della Lazio e davanti al Bari nel campionato 1968-69, con un altro quattordicesimo posto nel 1969-70 la società assaggiò la massima serie e tornò in B. Durante la stagione 1969-70, il Brescia partecipò inoltre alla Coppa Mitropa, venendo eliminato agli ottavi di finale dagli jugoslavi dell'Hajduk Split.

## Anni 1970
Nel campionato 1970-1971 con Andrea Bassi in panchina da allenatore, il Brescia disputa un buon torneo totalizzando 46 punti, ma sconfitto sul filo di lana del traguardo, nell'ultima giornata a Catanzaro, per un solo punto non partecipa agli spareggi promozione, che accanto al Mantova primo con 48 punti, vedono salire in Serie A il Catanzaro e l'Atalanta, che di punti ne avevano 47.

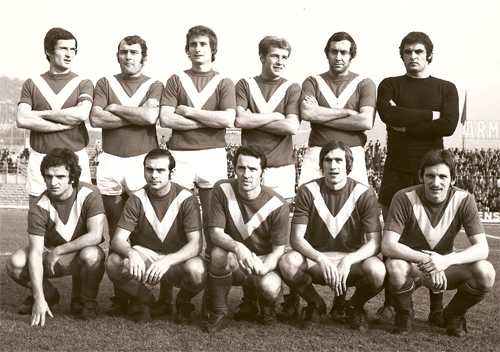
Una formazione della stagione 1971-1972

Incominciò allora uno dei periodi più neri nella storia del Brescia Calcio: per alcuni anni la squadra fece fatica ad arrivare nelle prime dieci posizioni della cadetteria e per tre volte, nel 1972-1973 diciassettesima e penultima con 31 punti insieme con altre tre squadre, si salvò grazie alla classifica avulsa con la Reggina, mentre con gli stessi punti del Brescia retrocessero Monza e Mantova, nel 1976-1977 sedicesima con 32 punti e nel 1977-1978 quattordicesima con 35 punti, sfiorò la retrocessione in Serie C. Unica annata positiva di quel periodo non proprio esaltante delle rondinelle bresciane fu il 1975-1976 con un quinto posto a soli due punti dal Foggia promosso con Genoa e Catanzaro, con l'argentino Antonio Valentín Angelillo nel ruolo di allenatore.
Dal 1976 al 1981 fu presidente del Brescia l'industriale Sergio Saleri; con lui e con Luigi Simoni in panchina, vi fu la risalita in Serie A, grazie al terzo posto del 1979-1980, dietro al Como e alla Pistoiese. Questa sembrò la fine delle difficoltà, ma la permanenza nella massima serie fu ancora una volta di una sola stagione.

## Anni 1980

La formazione bresciana che ottenne il ritorno in Serie A nell'annata 1985-1986

Quattordicesima in Serie A nel 1980-1981 (con conseguente retrocessione in Serie B, risultando ultima in una classifica avulsa a cinque squadre), il Brescia nel campionato di Serie B 1981-1982, arrivando diciottesima, retrocedette per la seconda volta consecutiva, nella neonata Serie C1, nonostante il cambio di società con la presidenza di Mario Cervati. Al termine della stagione venne nominato presidente Franco Baribbi, e malgrado l'acquisto dall'Arezzo del bomber Tullio Gritti, la squadra biancazzurra giunse solo undicesima nel girone A del campionato di Serie C1 1982-1983, salvandosi a fatica grazie a un pareggio interno all'ultima giornata contro la già promossa Triestina. L'anno successivo, con l'arrivo del nuovo allenatore Corrado Orrico venne varata una vera e propria rivoluzione nell'organico con numerosi acquisti tra cui il portiere Roberto Aliboni, i difensori Alessandro Chiodini e Giuliano Giorgi e i centrocampisti Daniele Zoratto e Lorenzo Mossini. Dopo un promettente avvio, la squadra perse gradatamente quota e, malgrado l'esonero di Orrico a favore di Guido Settembrino, concluse il campionato in quinta posizione. L'anno successivo, sotto la guida di Antonio Pasinato, l'intelaiatura della squadra venne confermata e le rondinelle, trascinate dai gol di Gritti e dalle invenzioni del fantasista Tiziano Ascagni, ottennero la vittoria del campionato di Serie C1 1984-1985, precedendo il Vicenza e ritrovando la Serie B.
La risalita non si fermò in cadetteria; sotto la guida di Pasinato e rinforzata dagli arrivi di Renzo Gobbo, Augusto Gentilini e Sergio Paolinelli la squadra biancazzurra stupì tutti, conquistando il secondo posto nella Serie B 1985-1986, e con esso il ritorno in Serie A. La massima serie venne però mantenuta solo un anno: la sostituzione di Pasinato con Bruno Giorgi comportò una profonda revisione dell'organico e dell'assetto tattico della squadra, con l'arrivo del brasiliano Claudio Branco e il ritorno del talentuoso trequartista bresciano Evaristo Beccalossi. Il rendimento altalenante costrinse le rondinelle a giocarsi tutto all'ultima partita in casa della Juventus, dopo che le Rondinelle avevano perso l'occasione di salvarsi alla penultima giornata, venendo sconfitte dall'Ascoli per 2-1 in rimonta. La sconfitta per 3-2 condannò il Brescia al quattordicesimo posto in Serie A, e di conseguenza alla retrocessione in serie B.

Il regista bresciano Evaristo Beccalossi, prodotto del vivaio, qui con le rondinelle nella seconda metà degli anni 1980

Il campionato Serie B 1987-1988 vide l'inattesa conferma di Bruno Giorgi e di tutta l'impalcatura della squadra; venne ceduto il bomber Gritti al Torino e venne acquistato il portiere già nazionale Ivano Bordon. La squadra disputò una stagione discreta, concludendo all'ottavo posto.
Nel campionato successivo il Brescia, passato sotto la guida del bresciano Vincenzo Guerini, malgrado una campagna acquisti teoricamente positiva, impattò male; Guerini venne esonerato dopo sedici giornate e sostituito da Massimo Giacomini; la mossa non diede gli effetti sperati e dopo solo dodici partite, Guerini venne richiamato, conducendo le rondinelle al sedicesimo posto ed evitando una nuova retrocessione grazie alla vittoria nello spareggio contro l'Empoli giocato allo Stadio Dino Manuzzi di Cesena e vinto per 3-0 ai calci di rigore.

## Anni 1990: l'era Lucescu e il Brescia dei rumeni
Per la stagione 1989-1990 la guida in società fu ottenuta da Luciano Ravelli mentre la gestione tecnica venne affidata a Franco Varrella (direttore tecnico) e Sergio Cozzi (allenatore). La squadra condusse un campionato di media classifica in Serie B e giunse alla fine decima con trentasette punti (gli stessi del Padova), staccato di nove dalla zona promozione e di soli tre punti dal Monza retrocesso. Decisiva per la salvezza fu l'ultima partita giocata proprio a Padova che vide imporsi le "rondinelle" per 2-1.
Nella primavera del 1990 vi fu un radicale e decisivo cambio d'assetto societario, con l'imprenditore bresciano Luigi Corioni che acquisì l'intero pacchetto azionario del club, dovendone però cedere la presidenza all'architetto Claudio Cremonesi a causa del proprio contemporaneo impegno nel capitale sociale del Bologna.
Nella stagione 1990-1991 il presidente Cremonesi decise di esonerare Varrella e Cozzi e ingaggiò Bruno Mazzia; alla vigilia della quarta giornata, con la squadra a zero punti, l'allenatore venne esonerato e sostituito con Bruno Bolchi. Il campionato terminò con un nono posto, sempre con trentasette punti (gli stessi dell'Ancona, del Taranto e del Messina). Il ritardo dalla zona promozione era di cinque punti mentre il vantaggio sul "gruppone" del quartultimo posto (Modena, Pescara, Avellino, Cosenza e Salernitana) era dato da un solo punto. Questo venne conquistato all'ultima giornata nella difficile sfida giocata a Barletta contro i padroni di casa ancora in lotta per la salvezza (il risultato finale, 1-1, salvò i lombardi ma fece retrocedere i pugliesi).

Il Maradona dei Carpazi, il rumeno Gheorghe Hagi, fantasista delle rondinelle nei primi anni 1990

Il campionato decisivo per la promozione fu quello del 1991-1992. Sotto la guida tecnica di Mircea Lucescu (con Adelio Moro) la squadra vinse in scioltezza il campionato di Serie B ottenendo così la promozione in Serie A. I punti conquistati furono quarantanove, tre in più del Pescara secondo.
Con l'inizio della stagione 1992-1993, Luigi Corioni poté finalmente insediarsi alla presidenza del Brescia. Confermato Mircea Lucescu alla guida tecnica, la squadra lombarda puntò su un blocco rumeno formato da: Gheorge Hagi, Florin Raducioiu, Ioan Sabau, Dorin Mateut. La squadra retrocedette però in Serie B: la lotta salvezza fu dura e riguardò, oltre il Brescia, anche il Napoli, il Foggia, il Genoa, l'Udinese e la Fiorentina (più indietro erano già condannate alla retrocessione anticipata Ancona e Pescara). Fu decisiva l'ultima giornata: il Genoa pareggiò 2-2 col Milan campione d'Italia, il Napoli chiuse 1-1 col Parma, la Fiorentina vinse inutilmente 6-2 contro il Foggia, l'Udinese pareggiò 1-1 con la Roma venendo così raggiunto dalle rondinelle vittoriose per 3-1 contro la Sampdoria. La classifica stabilì che partenopei e pugliesi a quota trentadue e liguri a trentuno si salvassero direttamente mentre i toscani retrocedessero in Serie B; tra lombardi e friulani si rese invece necessario lo spareggio. Questo fu disputato allo stadio Renato Dall'Ara di Bologna e vide i bianco-neri imporsi sui bianco-azzurri per 3-1.

### La vittoria della Coppa Anglo-Italiana

Mircea Lucescu, allenatore del Brescia dal 1991 al 1996 e grande amico di Luigi Corioni

La stagione 1993-1994 fu la stagione della "riscossa" bresciana: la squadra riuscì infatti a ben figurare sia in Italia sia in Europa. In Serie B la squadra ritrovò subito la risalita nella massima serie: arrivò infatti terza in campionato a quota quarantaquattro punti, venendo promossa assieme alla Fiorentina (cinquanta), al Bari (quarantacinque) e al Padova (quarantatré come il Cesena, sconfitto nello spareggio di Cremona); fondamentale per le "rondinelle" fu la vittoria casalinga alla penultima giornata per 2-1 contro il Ravenna che permise la possibilità di perdere l'ultimo incontro contro il Modena (2-1 per i "canarini" il finale).vNella stessa stagione, inoltre, la squadra disputò la Coppa Anglo-Italiana 1993-1994, strutturata in un girone eliminatorio con classifica seguito da semifinali e finale: nel girone il Brescia superò il Charlton per 2-0, pareggiò col Bolton per 3-3 e vinse col Notts County 3-1 e col Middlesbrough per 1-0. La semifinale fu giocata contro il Pescara e vide i lombardi vincere 1-0 a Brescia e perdere 3-2 a Pescara, avanzando però per la regola dei gol fuori casa. La finale fu disputata nel prestigioso stadio di Wembley ancora contro il Notts County: terminato 0-0 il primo tempo, la partita si decise nel secondo quando, al 20', Gabriele Ambrosetti superò Steve Cherry con un tiro dal limite dell'area e diede ai bresciani il trofeo.
Il campionato 1994-1995 fu, al contrario, uno dei peggiori campionati nella storia del club lombardo: la stagione incominciò riconfermando la coppia italo-rumena in panchina con la convinzione di poter fare bene visti anche i risultati dell'anno precedente. Invece il Brescia fu la prima squadra a retrocedere in Serie B ottenendo solamente dodici punti in campionato. Il campionato tuttavia sembrò cominciare bene, con due punti raccolti nelle prime tre giornate grazie a due pareggi contro Juventus (1-1) e Inter (0-0) ma poi arrivarono otto sconfitte in undici partite; la prima delle due vittorie, ottenuta sulla Reggiana per 1-0, arrivò solo alla quindicesima giornata (la seconda fu invece contro il Foggia e sempre per 1-0 alla diciannovesima) e alla ventesima, dopo la sconfitta per 1-0 contro l'Inter. Corioni esonerò Lucescu sostituendolo con Luigi Maifredi con cui aveva già lavorato in precedenza all'Ospitaletto. Tuttavia il tecnico bresciano ottenne cinque sconfitte in altrettante partite e questo portò a richiamare ancora, dopo la ventiseiesima, il tecnico di Mozzanica. Anche le restanti otto partite coincisero con altrettante sconfitte decretando il completo fallimento della stagione.
Londra, 20 marzo 1994, Wembley Stadium

Finale

 Brescia – Notts County 

1 – 0
- Brescia(1-4-3-2): Landucci, Marangon, Giunta, Domini, Baronchelli, Bonometti, Schenardi (46' Neri), Sabău, Ambrosetti (75' Piovanelli), Hagi, Gallo. Sostituti non utilizzati: Vettore (portiere), Brunetti, Mezzanotti. 
Allenatore: Lucescu.

- Notts County (4-4-2): Cherry, Wilson, Dijkstra, Turner, Johnson, Palmer, Devlin, Draper, Lund, McSwegan (71' Agana), Legg. Sostituti non utilizzati: Catlin (portiere), Cox, Matthews, Gallagher. 
Allenatore: Walker.

- Arbitro: - Ahmet Murat Çakar (Turchia)
- Marcatori:  65’ Ambrosetti
- Spettatori: - 17.185

Per la stagione del 1995-1996 il presidente bresciano richiamò in panchina Lucescu ma i risultati furono negativi. Infatti, dopo un buon inizio (tre vittorie con il Pescara per 4-2 e con il Verona e la Salernitana per 1-0 e due pareggi con la Fidelis Andria per 2-2 e con la Lucchese per 0-0) arrivò la prima sconfitta per 2-1 al Partenio contro l'Avellino. Nonostante tutto però la squadra riusciva anche a ottenere dei buoni risultati, come la vittoria per 5-0 sul Foggia e quella per 2-0 sul Genoa e solo dopo la quattordicesima giornata subì un vero calo ottenendo cinque sconfitte di fila (2-1 con la Reggina, 1-0 con la Reggiana, 3-2 con il Cosenza, 1-0 con il Chievo e 3-1 col Perugia). Il risultato che fece saltare ancora una volta la panchina di Lucescu fu la sconfitta per 5-0, subita alla ventiquattresima giornata, contro la Salernitana. A sostituirlo fu chiamato Edoardo Reja. Alla fine del campionato i lombardi riuscirono a salvarsi ottenendo quarantasei punti, uno in più della Fidelis Andria e tre in più dell'Avellino. Decisiva fu la vittoria ottenuta dai lombardi all'ultima giornata contro il Cesena (2-1) mentre il Genoa batté per 2-0 i pugliesi.
La Serie A fu ritrovata con la stagione 1996-1997, che il Brescia riuscì a vincere senza troppi problemi. Presentatasi all'inizio del campionato con la riconferma di Edy Reja, la squadra azzurra poteva contare tra l'altro sulla regia difensiva di Daniele Adani e del tedesco Manfred Binz, a centrocampo sulla grinta del pirata Luciano De Paola, rientrato dalla parentesi a Roma e Bergamo, e dei gemelli Filippini, sulla verve offensiva di Maurizio Neri oltre che sulle prime significative stabili presenze di un giovanissimo Andrea Pirlo. Il Brescia vinse il campionato con sessantasei punti (due in più dell'Empoli, tre in più del Lecce e quattro in più del Bari). La promozione arrivò grazie all'1-1 ottenuto alla penultima giornata contro la Reggina in concomitanza con l'1-1 del Genoa contro il Ravenna mentre invece il primo posto fu assicurato con la vittoria dell'ultima giornata per 3-1 contro il Venezia già salvo a quota 46.

Andrea Pirlo, bresciano e cresciuto nelle rondinelle, esordì in prima squadra nel 1995

La permanenza in massima serie durò appena un anno, quello della stagione 1997-1998. Prima dell'inizio del campionato, a causa di dissidi col presidente, fu esonerato Reja, sostituito da Giuseppe Materazzi che, in dieci giornate, raccolse tre vittorie, un pareggio e sei sconfitte (tra cui due pesanti 4-0 contro Juventus e Udinese). Per questo fu anch'egli esonerato e sostituito con Paolo Ferrario. Neanche il tecnico milanese riuscì a rimanere fino a fine campionato (terminato dalla coppia Salvi-Bacconi). I lombardi non riuscirono a ottenere la salvezza poiché ottennero trentacinque punti retrocedendo con Atalanta (trentadue), Lecce (ventisei) e Napoli (quattordici). La salvezza fu mancata di un punto (infatti il Vicenza riuscì a salvarsi con trentasei punti); col pareggio alla terzultima giornata dei veneti contro la Juventus per 0-0 e la sconfitta bresciana a Firenze per 5-1 il divario divenne di sette punti decretando la retrocessione anticipata delle "rondinelle" che vinsero inutilmente le ultime due partite.
Per la stagione 1998-1999 fu chiamato in panchina Silvio Baldini, col compito di riportare in massima serie le "rondinelle". La stagione fu nel complesso positiva ma la zona promozione fu mancata di otto punti. I lombardi chiusero infatti il campionato in settima posizione ottenendo cinquantasei punti come il Treviso mentre giunsero terzi Reggina e Lecce con sessantaquattro, quinto il Pescara con sessantatré e sesta l'Atalanta con sessantuno. Nel 1999 comincia la fortunata collaborazione con il direttore sportivo Gianluca Nani, questa porterà la squadra bresciana a importanti risultati, sia sportivi, sia dal punto di vista dei giocatori ingaggiati.
Dopo un'iniziale riconferma del tecnico massese nel 1999-2000 la società chiamò Giacomo Violini per una partita (l'1-1 casalingo della prima giornata contro il Savoia) e poi Nedo Sonetti. I lombardi riuscirono a ritornare in Serie A grazie al secondo posto, alla pari con Napoli e Atalanta, ottenuto con sessantatré punti. Il distacco dalla prima, il Vicenza, fu di quattro punti mentre uno fu quello di vantaggio sulla Sampdoria. La promozione arrivò all'ultima giornata quando, con tre punti di vantaggio sui liguri, i bresciani pareggiarono 2-2 col Cosenza in trasferta rendendo inutile la vittoria interna dei genovesi per 3-2 sull'Alzano Virescit.

## Anni 2000: Baggio, Guardiola e Mazzone

Il Divin Codino Roberto Baggio, trascinatore del Brescia nel quadriennio 2000-2004

In estate il presidente Luigi Corioni decise di puntare su un allenatore di grande esperienza nella massima serie come Carlo Mazzone. Anche grazie alla presenza di Mazzone in panchina, Corioni riuscì a compiere quello che si può considerare come il più grande colpo di mercato nella storia del Brescia, ingaggiando Roberto Baggio (vincitore anche di un FIFA World Player e del Pallone d'oro 1993).

Carlo Mazzone, allenatore del Brescia nei primi anni 2000

La successiva stagione, quella del 2000-2001, fu la migliore delle rondinelle: l'esordio coincise con la sconfitta per 4-2 con l'Udinese. Dopo tre sconfitte (Lazio, Roma e Atalanta) e tre pareggi (Parma, Fiorentina e Juventus) arrivò la prima vittoria all'ottava giornata grazie al 3-0 di Reggio Calabria contro la Reggina. La squadra collezionò ancora due successi con Perugia e Bari, due stop con Verona e Bologna e cinque pari con Napoli, Inter, Lecce, Vicenza e Milan. Nel corso della partita con il Lecce, Baggio si procurò uno stiramento calciando una punizione e dovette fermarsi per circa due mesi. Nella partita del rientro, con la Fiorentina, a Firenze segnò due gol, permettendo al Brescia di raggiungere un insperato pareggio dopo un periodo negativo. Il Brescia inanellò una lunga serie positiva che consentì alle rondinelle di finire il campionato all'ottavo posto, suo miglior piazzamento di sempre.
Sul piano tattico, nel gennaio di quell'anno il Brescia riprese dall'Inter, in prestito per sei mesi, il trequartista Andrea Pirlo. Mazzone lo arretrò davanti alla difesa, alle spalle di Baggio: con quell'intuizione Pirlo costruirà le sue fortune e quelle successive del Milan, fino a diventare campione del mondo nel 2006.

### La finale di Coppa Intertoto
Nell'estate del 2001, il Brescia disputò la Coppa Intertoto, arrivando a giocare la doppia finale del torneo, che vide il club lombardo opposto al Paris Saint-Germain. A uscire vittoriosi furono i francesi, dopo lo 0-0 dell'andata in Francia e l'1-1 del ritorno al Rigamonti. Il Brescia disputò nuovamente la competizione due anni dopo venendo eliminato dal Villarreal.
La stagione 2001-2002 incominciò con il clamoroso ingaggio di Josep Guardiola e con lo strepitoso inizio di Baggio, capocannoniere con 8 gol dopo nove giornate.
Nella partita con il Venezia Baggio ebbe un primo infortunio al ginocchio sinistro. Il 23 gennaio, mentre la squadra era a Parma per una partita di Coppa Italia, Vittorio Mero che non prendeva parte alla trasferta in quanto squalificato, morì, vittima di un incidente stradale; la partita non venne disputata e, nel recupero della stessa, Baggio fu vittima della rottura del legamento crociato anteriore con lesione del menisco interno del ginocchio sinistro. Il giocatore venne operato in Francia e, con grande determinazione, riuscì a rientrare in campo a 77 giorni dall'infortunio (un record per il tipo d'infortunio subito), quando mancavano tre giornate alla fine del campionato. Anche stavolta il rientro avvenne contro la Fiorentina, e ancora una volta Baggio realizzò una doppietta: segnò un gol dopo appena due minuti dal suo ingresso in campo e raddoppiò poco dopo, tra gli applausi anche dei tifosi viola. La carica di Baggio consentì al Brescia di raggiungere la salvezza con la vittoria per 3-0 contro il Bologna nell'ultima giornata. Il prodigioso recupero non convinse tuttavia il commissario tecnico della nazionale Giovanni Trapattoni a portare Baggio al campionato del mondo 2002, nonostante i tifosi di tutta Italia chiedessero a gran voce la sua convocazione.

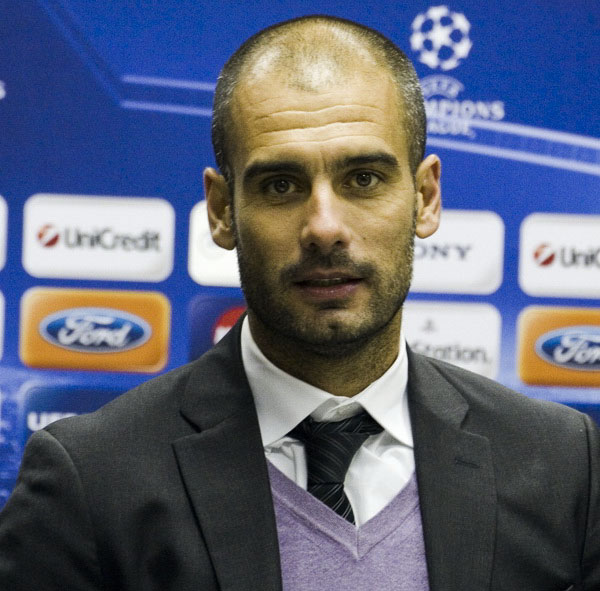
Lo spagnolo Josep Guardiola giocò nel Brescia nella stagione 2001-2002 e rimase molto legato alla squadra e alla città, tanto da dichiarare: «al Brescia allenerei anche gratis»

Il Brescia raggiunse inoltre le semifinali della Coppa Italia 2001-2002, ottenendo il miglior piazzamento di sempre in questa competizione.

### L'era post-Baggio
Nei quattro anni di Baggio il Brescia ottenne altrettante salvezze, riuscendo nell'impresa anche dopo il divorzio da Carletto Mazzone che, nel campionato 2003-2004 venne sostituito da Gianni De Biasi. Dopo il ritiro del suo capitano, il Brescia conobbe una stagione tribolata nel campionato di 2004-2005; dopo un discreto avvio la squadra accusò una pesante flessione cui il presidente Corioni tentò di porre rimedio esonerando Gianni De Biasi e sostituendolo con Alberto Cavasin. La scossa impressa consentì di rimanere in lotta per la salvezza fino all'ultima giornata in cui il Brescia incappò nella sconfitta 3-0 contro la Fiorentina a Firenze, retrocedendo nuovamente in Serie B.

Luigi Corioni, presidente del Brescia dal 1992 al 2014

Durante il campionato 2005-2006 la squadra bresciana occupò stabilmente per tre quarti del campionato le prime posizioni, ciò nonostante a 11 giornate dalla fine il presidente Corioni decise di esonerare l'allenatore Rolando Maran ingaggiando Zdeněk Zeman al fine di puntare alla promozione diretta invece che ai play-off. L'allenatore boemo (che subito divise i tifosi tra chi lo amava e chi lo odiava) affermò subito di puntare a ottenere 11 vittorie nelle restanti partite ma la squadra non ottenne i risultati dichiarati e dopo una serie di disastrose prestazioni, soprattutto in trasferta, restò clamorosamente fuori anche dai play-off.
Nel 2006-2007 la squadra, dopo un inizio di campionato poco entusiasmante e con un avvicendamento in panchina tra Mario Somma e Serse Cosmi, riuscì a raggiungere all'ultima giornata la zona play-off, che però non si disputarono (vi furono infatti più di dieci punti di distacco tra terza e quarta classificata). Tuttavia merita di essere citata la clamorosa vittoria ottenuta, sul campo neutro di Mantova, contro la Juventus. Mattatore della sfida fu Serafini, autore di una tripletta per il 3-1 finale.
Nella stagione 2007-2008 la formazione bresciana si piazzò quinta e si qualificò per i play-off promozione, nella semifinale dei quali affrontò senza successo l'AlbinoLeffe. In virtù dei risultati del doppio confronto (1-0 al Rigamonti, 1-2 allo Stadio Atleti Azzurri d'Italia di Bergamo), la squadra di Serse Cosmi venne infatti eliminata, in base al miglior piazzamento degli avversari nella classifica finale della stagione regolare. 
Nella stagione 2008-2009, con in panchina nelle ultime due partite l'allenatore Alberto Cavasin a seguito dell'esonero di Nedo Sonetti, il Brescia, qualificatosi ai play-off, batté l'Empoli (5ª classificata) nella semifinale dei play-off. Il 14 giugno 2009 il Brescia, nella la gara di andata dei play-off contro il Livorno che ottenne un pareggio 2-2 in rimonta. Tale risultato si rivelò insufficiente, in quanto nel ritorno, il Brescia venne sconfitto per 3-0 dal Livorno costringendo le rondinelle a rimanere in cadetteria.
Nel 2009-2010, a seguito della terza sconfitta nelle prime otto gare venne esonerato Cavasin, sostituito da Giuseppe Iachini. Dopo un inizio altalenante il Brescia di Iachini, infilando una serie di risultati positivi, riuscì a inserirsi nella lotta per la promozione diretta con il Lecce e il Cesena, ma sciupò l'occasione di essere promossa direttamente perdendo all'ultima giornata (2-1 in casa del Padova). Il Brescia venne così costretto a disputare i play-off per la terza volta consecutiva. Dopo aver eliminato il Cittadella con vittoria in trasferta e sconfitta in casa, entrambe col punteggio di 0-1, il Brescia batté il Torino nella finale (pareggio 0-0 all'andata e vittoria 2-1 il ritorno grazie ai gol di Possanzini e Caracciolo), ritornando così in Serie A dopo 5 stagioni.

## Anni 2010

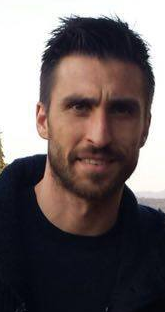
Andrea Caracciolo, a Brescia a periodi alterni dal 2001 al 2018, detiene il record di gol nella storia del club (179)

Con l'obiettivo di inaugurare un nuovo ciclo di permanenza in serie A, il presidente Gino Corioni e il suo uomo mercato Gian Luca Nani diedero luogo a una campagna acquisti molto più dispendiosa rispetto alle abitudini. Dopo aver confermato l'allenatore e i giocatori principali della rosa promozione, perfezionarono l'ingaggio di giocatori di nome quali Jonathan Zebina, Panagiōtīs Kone, Éder, Alessandro Diamanti, Matteo Sereni e Antonio Filippini. Dopo un inizio davvero positivo che vide per qualche giornata il Brescia addirittura in zona coppe europee, la squadra, pur mantenendo una certa qualità nel gioco, incominciò un lento, ma costante declino di risultati, che condusse all'esonero di mister Iachini. Al suo posto venne chiamato Mario Beretta che non riuscì a invertire la tendenza, inducendo, dopo poche giornate, la dirigenza biancazzurra a un clamoroso richiamo di Giuseppe Iachini. Inizialmente il rientro dell'allenatore della promozione diede una scossa all'ambiente e alla squadra e portò le rondinelle a due soli punti dalla zona salvezza, ma la pesante sconfitta con il Genoa e la partita con il Milan condussero il Brescia al penultimo posto. L'8 maggio 2011, dopo essere stata sconfitta in casa dal Catania con il risultato di due reti a una, la squadra retrocesse matematicamente in Serie B con due giornate d'anticipo, dopo un solo anno passato in massima serie. Si piazzò al 19º posto nella stagione 2010-2011 con 32 punti.
La retrocessione ebbe una pesante ricaduta sulla situazione economica della società e, di conseguenza, sulle ambizioni della squadra. Si decise dunque di mettere sul mercato i giocatori di maggior nome, come Diamanti, Kone, Hetemaj e Caracciolo, e di puntare sui giocatori provenienti dal settore giovanile e reduci dall'esperienza nelle serie minori. La conduzione tecnica della squadra fu affidata all'emergente Giuseppe Scienza. Scienza venne esonerato dopo la sconfitta col Bari al Rigamonti per 3-1 e la squadra impantanata nelle parti basse della classifica. Scienza fu sostituito da Alessandro Calori. Con l'arrivo di Calori la squadra intraprende una serie di risultati positivi riuscendo a sfiorare i play-off.
Nella stagione successiva le rondinelle si mantennero costantemente nelle zone alte della classifica, ma un calo nel girone di ritorno rischia di compromettere la qualificazione ai playoff. Ma grazie a una serie di vittorie nel finale e in particolare al successo nello scontro diretto contro il Varese all'ultima giornata, le rondinelle scavalcano proprio i varesini e si qualificano ai play-off da sesti in classifica. Nella semifinale contro il Livorno, un doppio 1-1 condannò i bresciani all'eliminazione a causa del peggior piazzamento in classifica.
La stagione 2013-2014 non fu per niente positiva; anche a causa dei tre cambiamenti in panchina (Giampaolo, Bergodi, Iaconi). Il Brescia terminerà la stagione al tredicesimo posto non qualificandosi ai play-off. Al termine della stagione una grave crisi di liquidità mise a rischio l'iscrizione della squadra al campionato di serie B. Lo sponsor principale, UBI Banca, al fine di concedere il prestito di quattro milioni di euro necessario per saldare gli stipendi arretrati e coprire l'iscrizione stessa, chiese come garanzia le dimissioni di Luigi Corioni, sostituito nella gestione del club dal traghettatore Luigi Ragazzoni, già presidente del collegio sindacale del Brescia Calcio.
Nel febbraio del 2015, sotto la regia di UBI Banca e del presidente degli industriali bresciani Marco Bonometti, la proprietà passò nelle mani della fiduciaria milanese Profida, e affidata alla gestione di Rinaldo Sagramola in qualità di amministratore delegato e direttore generale. Nel maggio dello stesso anno la società nominò Alessandro Triboldi nuovo presidente. Il 16 maggio 2015 il Brescia concluse la difficile stagione retrocedendo con due giornate di anticipo, ancor prima di disputare il posticipo serale della penultima giornata contro il Bari, anche a causa dei sei punti di penalizzazione inflitti per i ritardati pagamenti. Venne tuttavia ripescato il 3 agosto dello stesso anno e riammesso fra i cadetti al posto del Parma non iscritto.
Per la stagione 2015-2016 venne scelto come nuovo tecnico Roberto Boscaglia che, dopo un ottimo girone di andata, ottenne la salvezza nonostante un girone di ritorno in calando.
Per la stagione 2016-2017 il nuovo allenatore Cristian Brocchi venne sostituito a marzo dal bresciano Luigi Cagni, con la squadra terzultima in classifica: a fine campionato le Rondinelle ottennero la salvezza diretta, sconfiggendo, all'ultima giornata, con il risultato di 2-1 il Trapani di Alessandro Calori, grazie alle reti di Ernesto Torregrossa e Andrea Caracciolo.
Il 10 agosto 2017 il Brescia venne rilevato dall'imprenditore Massimo Cellino per 6,5 milioni di euro. La stagione 2017-2018 vide il ritorno in panchina di Boscaglia che fu sollevato dall'incarico dopo otto giornate, sostituito da Pasquale Marino. Il 15 gennaio 2018 Boscaglia venne richiamato alla guida delle Rondinelle, ma, nella mattinata del 29 aprile fu nuovamente esonerato e al suo posto subentrò Ivo Pulga, che concluse la stagione con la seconda consecutiva salvezza diretta all'ultima giornata, ottenuta sul campo dell'Ascoli con un pareggio (0-0). Per la stagione successiva  il presidente Cellino decise una profonda revisione dell'organico, rinunciando tra l'altro al rinnovo del contratto della bandiera Andrea Caracciolo, per puntare sul centravanti Alfredo Donnarumma, e affidando la panchina all'esordiente David Suazo. Altri arrivi importanti quali Enrico Alfonso, Stefano Sabelli, Ales Mateju, Simone Romagnoli e Luca Tremolada e il ritorno di Leonardo Morosini contribuirono a rinnovare la squadra. L'inizio fu altalenante e portò all'esonero dell'allenatore honduregno, sostituito dal bresciano Eugenio Corini. In breve la squadra si assestò e recuperò posizioni, raggiungendo la vetta della classifica. La stagione vide le rondinelle ottenere, con due giornate di anticipo rispetto alla fine del campionato, la promozione in Serie A e tornare così a disputare la massima serie dopo otto anni. A una giornata dal termine arrivò anche la certezza del primo posto finale, con la squadra che venne così premiata con la Coppa Ali della Vittoria.

## Anni 2020
La stagione 2019-2020 in massima serie si rivela complicata per il club. Malgrado due vittorie nelle prime quattro giornate, la squadra inanella una serie di risultati negativi che portano all'esonero di Corini, sostituito da Fabio Grosso, a sua volta esonerato dopo sole tre partite per fare spazio prima a Corini-bis e poi a Diego López. I cambi tecnici non sortiscono l'effetto sperato e il Brescia retrocede in cadetteria con quattro turni d'anticipo rispetto alla fine del campionato, in seguito alla sconfitta esterna contro il Lecce.
Per il campionato di Serie B 2020-2021 le rondinelle vengono inizialmente affidate a Luigi Delneri, che viene, però, esonerato dopo sole due partite di campionato e sostituito dal rientrante López. A causa dei risultati negativi, anche l'uruguaiano, dopo la decima giornata, viene sollevato dall'incarico e temporaneamente rimpiazzato da Daniele Gastaldello, che guida la squadra biancazzurra per una sola giornata prima della nomina di Davide Dionigi. Anche questi vive una gestione breve, conclusasi dopo 10 giornate con l'esonero, cui segue l'ingaggio di Pep Clotet. Dopo un girone d'andata deludente, il Brescia migliora nel girone di ritorno e chiude il campionato al settimo posto, qualificandosi ai play-off, ma esce al primo turno contro il Cittadella.
Nel campionato 2021-2022 la squadra viene affidata a Filippo Inzaghi. A un buon girone d'andata, nel quale il Brescia occupa più volte il primo posto in classifica, segue un girone di ritorno in flessione, nel quale la squadra ottiene molti pareggi. Nella settimana tra la 21ª e la 22ª giornata la società annuncia l'esonero di Inzaghi e il ritorno di Diego López, tuttavia Inzaghi rimane alla guida tecnica della squadra dopo il ripensamento del tecnico uruguaiano e il chiarimento tra il presidente Cellino e Inzaghi. Dopo il pareggio sul campo del Pordenone ultimo in classifica alla 31ª giornata, il Brescia scende in quinta posizione e Inzaghi viene esonerato e sostituito da Eugenio Corini. La squadra conclude la stagione regolare al quinto posto, qualificandosi al turno preliminare dei play-off, nel quale batte il Perugia per 3-2 dopo i tempi supplementari qualificandosi per le semifinali, dove viene eliminata dal Monza.
La stagione 2022-2023 si apre con cinque vittorie in sei giornate, ma una successiva crisi di risultati conduce all'esonero di Clotet, rimpiazzato a dicembre da Alfredo Aglietti, la cui gestione dura due partite. Clotet viene richiamato a gennaio in panchina, ma viene nuovamente esonerato due settimane dopo per fare posto a Davide Possanzini, il quale rimane in carica per due partite risoltesi in altrettante sconfitte. A prendere il timone della squadra è dunque, a febbraio, l'ex capitano Daniele Gastaldello, che eredita una squadra al terzultimo posto e ottiene 3 vittorie e 6 pareggi nelle 13 partite rimanenti, conducendo la squadra ai play-out. Pur avvantaggiata da una migliore posizione di classifica, nello spareggio il Brescia non riesce a sovvertire le sorti di un'annata infausta, capitolando contro il Cosenza. I calabresi si impongono per 1-0 all'andata e vincono per 0-3 a tavolino la sfida di ritorno, a seguito degli incidenti causati dai tifosi del Brescia, che al 95º minuto di gioco, sul punteggio di 1-1, costringono l'arbitro a decretare la fine della partita. Il Brescia retrocede in Serie C dopo trentotto anni.
Nella stagione 2023-2024 il Brescia viene riammesso in Serie B a seguito della bocciatura dell'iscrizione della Reggina. La squadra è costretta ad iniziare il proprio campionato dalla 4ª giornata a seguito delle suddette vicende giudiziarie, non partecipando inoltre alla Coppa Italia 2023-2024. Dopo un discreto avvio di campionato con Gastaldello confermato alla guida tecnica, il Brescia incappa in una serie di sconfitte consecutive che portano all'esonero dell'allenatore, dapprima sostituito ad interim dal tecnico della formazione Primavera Luca Belingheri e poi da Rolando Maran, con il quale i lombardi raccolgono 38 punti in 26 partite. A fine campionato, la squadra ottiene l'ottavo posto finale con conseguente qualificazione ai play-off, nei quali viene eliminata al primo turno preliminare per mano del Catanzaro.
La stagione 2024-2025 si rivelerà difficilissima, con la squadra incapace di vincere in casa per 225 giorni, dal 30 settembre al 13 maggio. Nel corso della stagione, Rolando Maran viene prima esonerato lasciando il posto a Pierpaolo Bisoli dalla 17ª alla 23ª giornata, e successivamente richiamato, guidando la squadra fino alla fine del torneo. Il Brescia si salverà solo all'ultima giornata grazie alla vittoria interna sulla la Reggiana e alla differenza reti favorevole negli scontri diretti col Frosinone. Tuttavia, il 22 maggio 2025, il Brescia Calcio viene deferito dalla procura della FIGC per presunte irregolarità nei pagamenti di contributi IRPEF ed INPS riguardanti gli stipendi dei mesi di dicembre e gennaio riscontrati dalla Covisoc dopo una verifica all'agenzia delle entrate, fissando l'udienza per il 29 maggio dello stesso mese. Da tale udienza, il Tribunale Federale Nazionale sanziona il Brescia con 8 punti di penalizzazione, dei quali 4 da scontare nella corrente stagione sportiva più altri 4 da scontare nella prima stagione utile, declassando la squadra al terzultimo posto con conseguente retrocessione in Serie C. Inoltre, la società non ottempera alle scadenze federali riguardanti i pagamenti degli stipendi dei propri tesserati degli ultimi due mesi entro il termine ultimo del 6 giugno, portando il Brescia verso l'esclusione dai campionati professionistici e ad un eventuale concordato fallimentare. Cellino tenta comunque di iscrivere il Brescia al campionato di Serie C; tuttavia, il 3 luglio, la FIGC rilascia un comunicato di estromissione dai campionati nazionali per il Brescia.